# Ода, Сакуноскэ
Ода Сакуноскэ (яп. 織田 作之助 Ода Сакуноскэ, 26 октября 1913 года – 10 января 1947 года, или Одасаку, как его ласково называли друзья) — японский писатель. Наряду с Дадзаем Осаму, Сакагути Анго, Исикавой Дзюном и другими авторами представляет послевоенную декадентскую школу Бурайха. Получил известность благодаря роману «Супружеский дзэндзай». 

## Биография
Ода Сакуноскэ родился в 1913 году в городе Осака и был старшим сыном в семье владельца бизнеса по доставке еды Оды Цурукити. В 1920 году Сакуноскэ поступил в нормальную младшую школу Хиранохигаси в Осаке, ныне Муниципальная начальная школа Икутама в Осаке, в 1926 году — в бывшую среднюю школу Такацу префектуры Осака, ныне старшая школа Такацу префектуры Осака . В этот период он зачитывался такими журналами, как «Юношеский клуб», а летом принял участие в деятельности школьного журнала «Токиваги» (яп. 常盤木 Токиваги). Перейдя в 1931 году на гуманитарное направление в Высшую школу № 3 в Киото (ныне Киотский университет), познакомился с Тамией Торахико, Сиросаки Рэйдзо, Сэгавой Кэнъитиро и др. В 1932 году опубликовал свои критические заметки и пьесы в журнале бывших однокашников «Гакусуйкай» (яп. 嶽水会雑誌 Гакусуйкай дзасси), а в 1933 году вместе с Аоямой Кодзи стал членом редакционного совета. В 1934 году во время выпускного экзамена у Оды открылось кровохарканье, и в оздоровительных целях он поехал на горячие источники Сирахама.
Хоть после этого он и вернулся к учёбе, но потерял к ней интерес и лишь бесцельно скитался по улицам. В это время в одном кафе Ода познакомился с официанткой Миятой Кадзуэ, с которой вскоре поселился вместе. Мечтая о карьере драматурга, опубликовал в журнале «Гакусуйкай» пьесу «Разговорчивость» (яп. 饒舌 дзё:дзэцу), а в 1935 году вместе с Аоямой Кодзи и ещё несколькими единомышленниками выпустил в печать додзинси «Морской бриз» (яп. 海風 кайфу:). В 1936 году за плохую посещаемость Сакуноскэ отчислили.

## Литературная деятельность

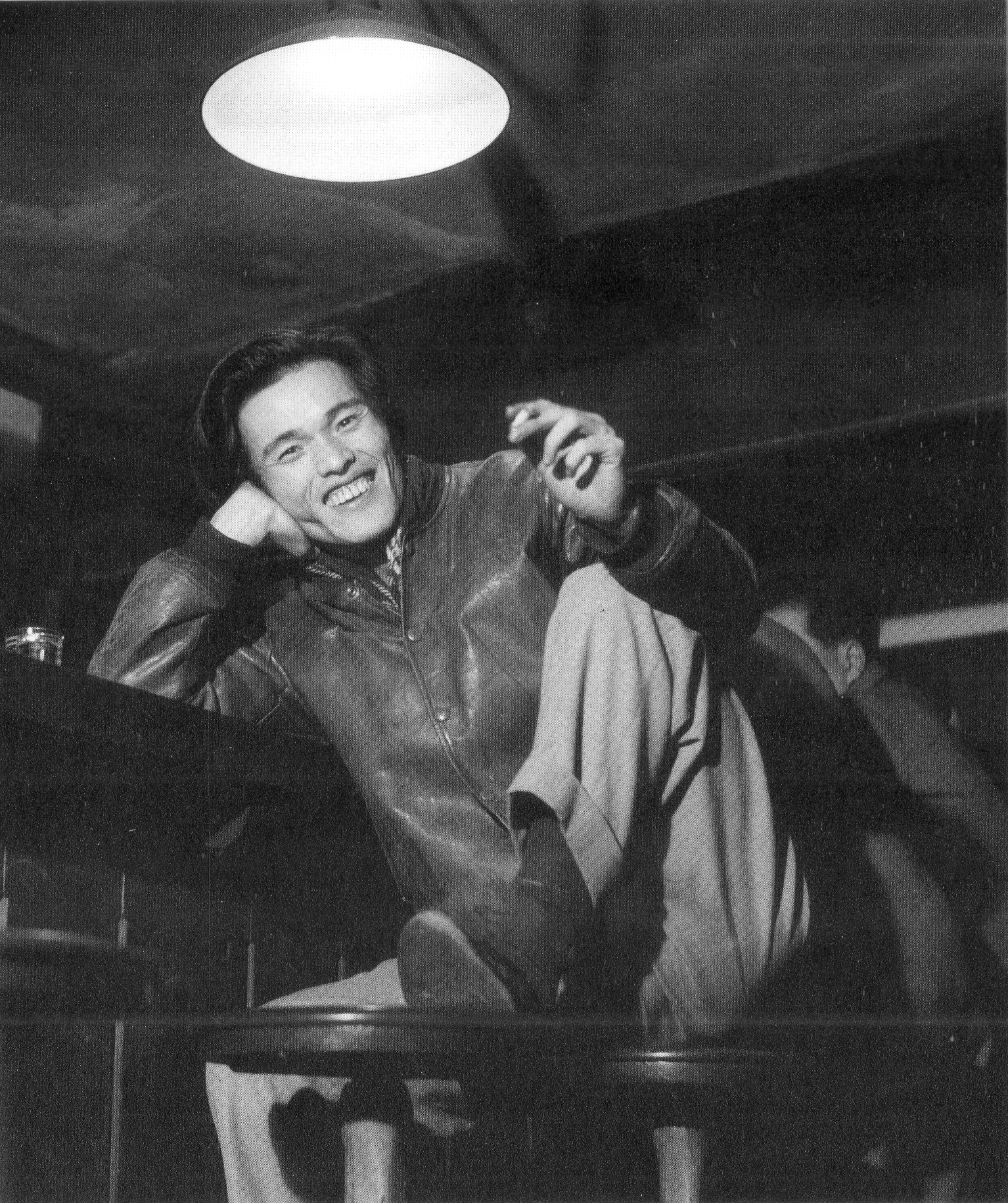
Ода Сакуноскэ в баре «Люпин», 1946 г.

В 1938 году под влиянием Стендаля Ода начал писать романы, первый из которых, «Одинокая жизнь» (яп. ひとりすまう хитори сумау), был размещён в журнале «Морской бриз». Опубликованный вслед за этим «Дождь»  (яп. 雨 амэ) привлёк внимание писателя Такэды Ринтаро.
По возвращении в Осаку 15 июля 1939 года Ода женился на Мияте Кадзуэ, а затем переехал в уезд Минамикавати. С этого времени он начал работать в издательствах газет «Японский текстиль» (яп. 日本織物新聞社  Нихон оримоно симбунся) и «Японская промышленность» (яп. 日本工業新聞社 Нихонко:гё: симбунся), ныне «Индустриальная экономика» (яп. 産業経済新聞社 Сангё: кэйдзай симбунся).
Творческая деятельность Оды охватила как довоенный, так и послевоенный периоды в истории Японии. В основном он писал о родном городе Осака и нравах и обычаях простых людей, его жителей. В сентябре 1939 года в 6-м номере «Морского бриза» был опубликован рассказ «Вульгарность» (яп. 俗臭 дзокусю:), который вскоре по рекомендации Муро Сайсэя номинировали на премию имени Рюноскэ Акутагавы.
Но настоящая писательская карьера Оды началась в июле, когда его роман «Супружеский дзэндзай» получил первую литературную рекомендацию от издательства «Кайдзося». Названное в честь осакского магазина сладостей, это произведение повествует о жизни супружеской пары, чьи отношения выдерживают ложь, разврат и конфликты.
В августе 1941 года роман Оды «Парадокс юности» (яп. 青春の逆説 Сэйсюн-но гякусэцу) не был допущен к печати, признанный Разведывательным бюро кабинета министров вредным для общества. Такая участь постигла немало работ писателя, 36 из которых были обнародованы только в январе 2008 года. Среди них — знаковый рассказ «Шесть белых венер» (яп. 六白金星 роппакукинсэй), 1946.
Тем не менее, ещё при жизни писателя был опубликован короткий рассказ «Характер эпохи» (яп. 世相 сэсо:), где Сакуноскэ красочно изобразил портрет современного ему общества. В этой истории описываются первые месяцы американской оккупации после войны, когда японцы особенно страдали от недоедания: государственных пайков не хватало даже для поддержания жизни, и людям приходилось добывать еду на чёрном рынке.
Помимо художественной литературы Ода также писал критические заметки. Так, в 1946 году вышла в свет самая известная из них — «Литература вероятности» (яп. 可能性の文学 кано:сэй-но бунгаку).
В это же время Ода стал частью неформальной группы «Новая литература гэсаку» (яп. 新戯作派 сингэсакуха), или Бурайха (яп. 無頼派 бурайха), включавшей в себя Дадзая Осаму, Сакагути Анго и Исикаву Дзюна. Личное знакомство с Дадзаем и Анго после войны положило начало их короткой, но крепкой дружбе. Именно в этом кругу писателя любя прозвали Одасаку.
В 1943 году Ода сблизился с режиссёром Кавасимой Юдзо, экранизировавшим литературные произведения, и совместно с ним основал школу японского легкомыслия (яп. 日本軽佻派 Нихон кэйтё:ха). В 1946 году, через два года после смерти супруги Кадзуэ, писатель женился во второй раз — на вокалистке Сасаде Кадзуко. В декабре 1946 года из-за обильного кровохарканья, вызванного туберкулёзом, Ода Сакуноскэ был госпитализирован в Токийскую больницу. Его состояние постепенно ухудшалось, и 10 января следующего года, в возрасте 33 лет, писатель скончался. Он был похоронен в родном городе Осака.

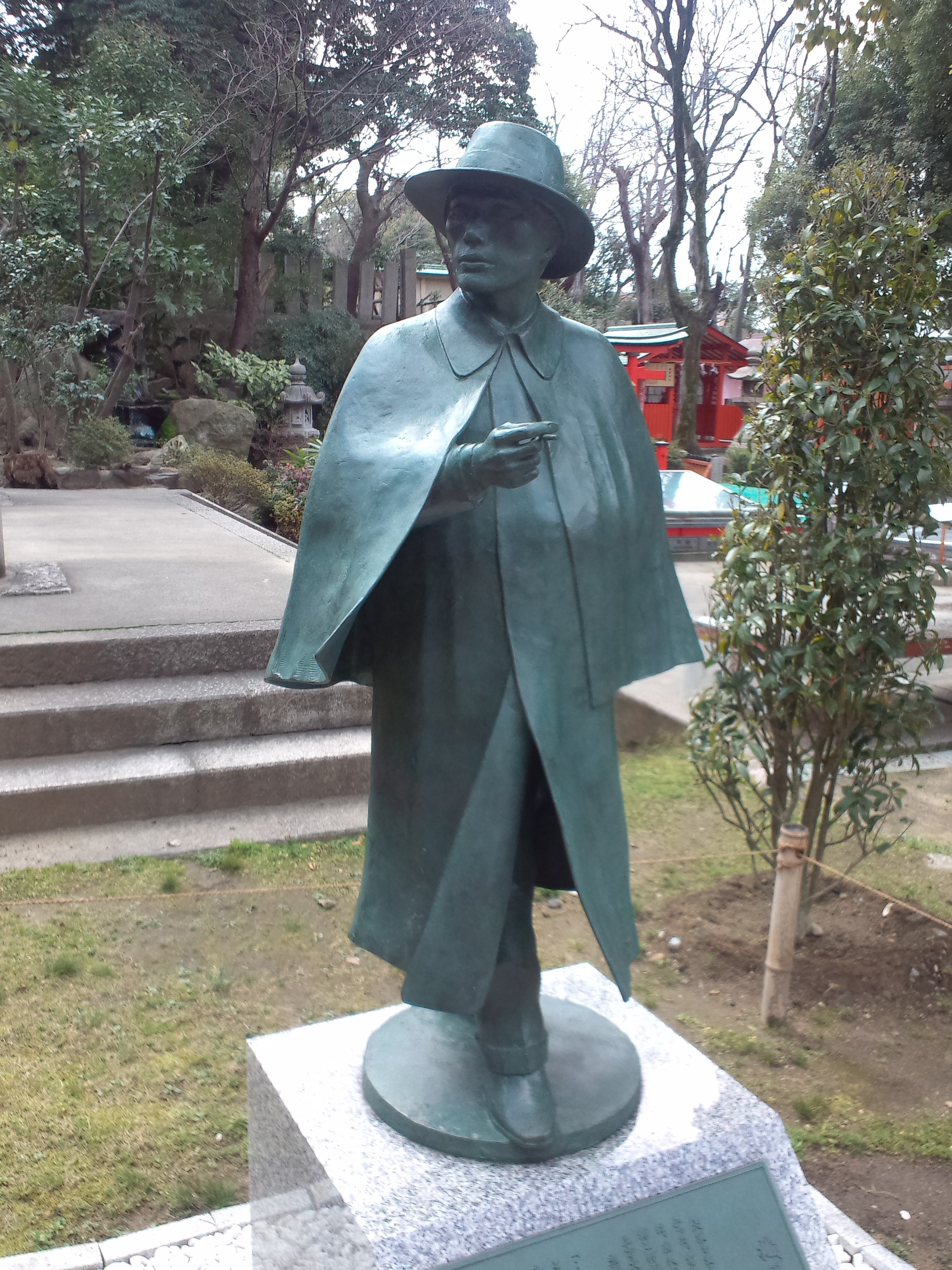
Бронзовая статуя Оды Сакуноскэ (Осака). Автор: Окамура Тэссин (яп. 岡村哲伸).

## Память
- Как преданный супруг, Ода до конца жизни носил с собой фотографию своей первой и горячо любимой жены Кадзуэ. Сейчас эта фотография вместе с зажигалкой и шприцем, который писатель в лечении туберкулёза использовал для приёма антибиотиков, хранятся в Музее современной японской литературы[яп.] в Токио[4].
- В главном здании ресторана западной кухни «Дзиюкэн» (яп. 自由軒 Дзию:кэн) в Намбе[англ.] висит фотография Оды Сакуноскэ с его автографом. По бокам её обрамляет надпись: «После смерти тигра остаётся шкура. После смерти Одасаку осталось карри». Считается, что писатель любил есть карри в этом заведении и даже описал его в «Супружеском дзэндзае».
- В 1947 году друг и товарищ Оды Дадзай Осаму опубликовал эмоциональный панегирик, где обвинил критиков в смерти писателя.
- В 1963 году друзья и коллеги Оды установили ему памятник возле осакского храма Ходзэндзи, который, вместе с прилегающими к нему аллеями, является значимой локацией в «Супружеском дзэндзае».

- С 1983 года в Японии проводится ежегодная литературная премия имени Сакуносукэ Оды[яп.] от «Осакского общества продвижения литературы» (яп. 大阪文学振興会 О:сака бунгаку синко:кай).

## Отражение в культуре
Произведения Оды Сакуноскэ были неоднократно экранизированы.
- «Вернувшийся» (яп. 『還って来た男』), 1944 г., режиссёр Кавасима Юдзо. Оригинал: «Четыре столицы» (яп. 四つの都 ёццу-но мияко).
- «Госпожа суббота» (яп. 『土曜夫人』), 1948 г., режиссёр Танака Сигэо[англ.].
- «Супружеский дзэндзай» (яп. 『夫婦善哉』), 1955 г., режиссёр Тоёда Сиро.
- «Мой город» (яп. 『わが町』), 1956 г., режиссёр Кавасима Юдзо.
- «Мерцание светлячков» (яп. 『螢火』), 1958 г., режиссёр Госё Хэйноскэ. Оригинал: «Светлячок» (яп. 蛍 хотару).
- «Глубокая осень» (яп. 『秋深き』), 2008 г., режиссёр Икэда Тосихару. Оригинал: «Глубокая осень» (яп. 秋深き акифукаки) и «Скачки» (яп. 競馬 кэйба).

Одасаку также является одним из персонажей аниме, манги и ранобэ Асагири Кафки «Проза бродячих псов».

## Переводы на русский язык
Из всех представителей Бурайха творчество Оды на русский язык переведено меньше всего.
- В сборнике «Женщина из дома с олеандрами» от издательства Icebook впервые в переводе на русский язык были представлены такие произведения Оды, как «Безупречный» (яп. 天衣無縫 тэнъимухо):, стр. 131—151, пер. Полина Гуленок), «Девушка из торгового квартала» (яп. 船場の娘 Сэмба-но мусумэ), стр. 152—171, пер. Полина Гуленок) и «Непроторенный путь» (яп. 道なき道 митинаки мити), стр. 172—185, пер. Мане Оганесян).
- В сборнике «Гудбай» от издательства Icebook был впервые опубликован перевод рассказа писателя «Город деревьев» (яп. 木の都 ки-но мияко), стр. 175—201, пер. Елизавета Кизымишина).